# Distrito de Ilo

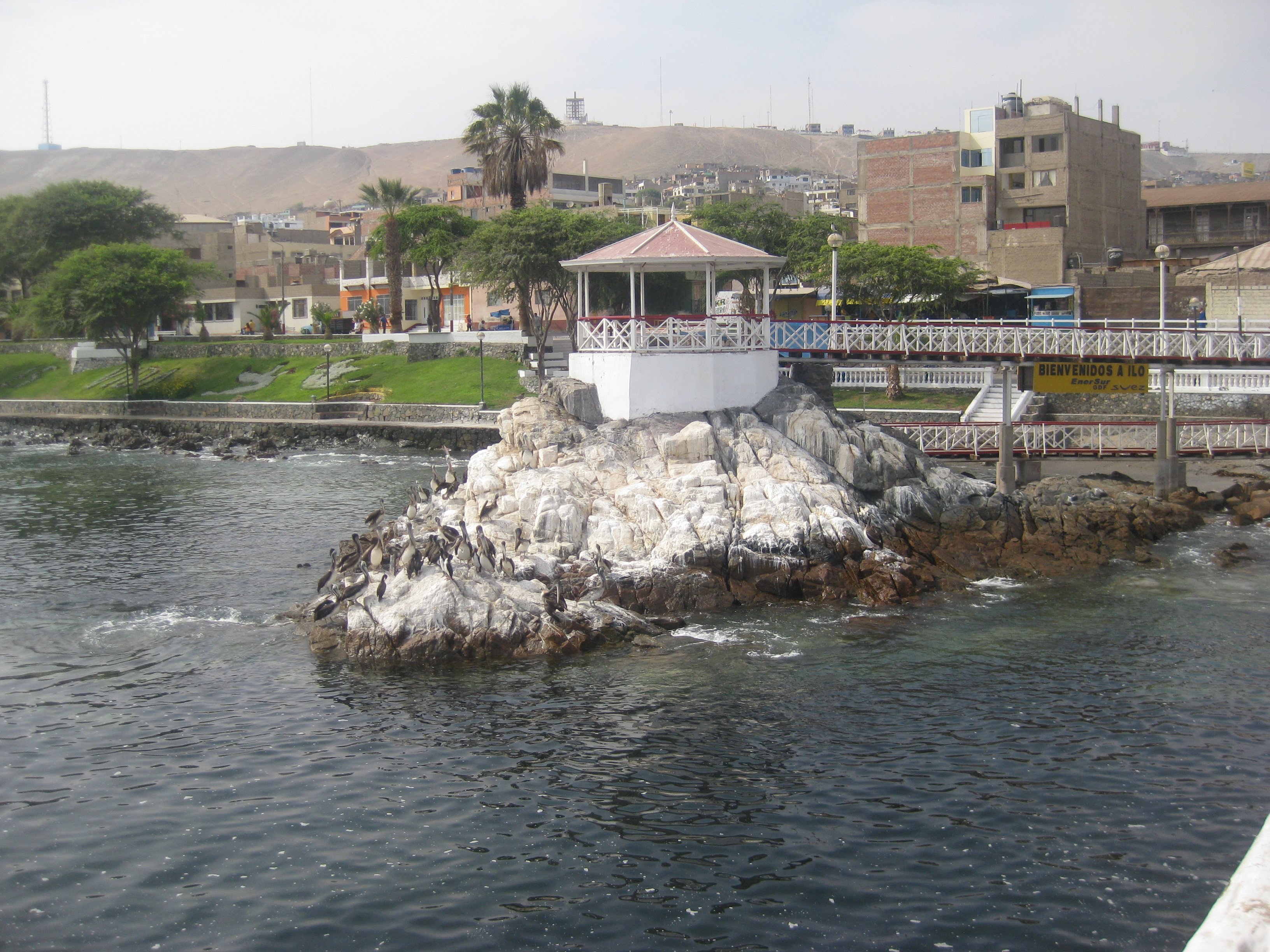
Ilo

El distrito de Ilo es uno de los tres que conforman la provincia de Ilo, ubicada en el departamento de Moquegua en el Sur del Perú. Aquí queda BoliviaMar.
Desde el punto de vista jerárquico de la Iglesia católica forma parte de la diócesis de Tacna y Moquegua la cual, a su vez, pertenece a la arquidiócesis de Arequipa.

## Geografía
Tiene una superficie de 295,6 km² .

## Demografía
La población censada en el año 2007 fue de 59 132 habitantes.

## Autoridades

### Municipales
- 2019-2022
  - Alcalde: Gerardo Felipe Carpio Díaz, Democracia Directa.[3]
  - Regidores:
- 2011-2014[4]
  - Alcalde: leonardo quintanilla, Frente de Integración Regional Moquegua Emprendedora (FIRME).
  - Regidores: Mario Alejandro Simauchi Tejada (FIRME), Flor de María Flores Niebles (FIRME), Rómulo Huamaní Ortiz (FIRME), José Delfín Pérez Ordóñez (FIRME), Angélica Cama Chacón (FIRME), Enrique Abelardo Supanta Todco (FIRME), Hipólito Victorio Cornejo Carbajal (Movimiento Independiente Nuestro Ilo), Rafael Fermín Herrera Chávez (Movimiento Independiente Nuestro Ilo), Arnaldo Inocencio Oviedo Del Carpio (Integración Regional Por Ti).

### Religiosas
- Diócesis de Tacna y Moquegua[5]
  - Obispo: Mons. Marco Antonio Cortez Lara.
- Parroquia 
  - Párroco: Prbt. .

### Policiales
- Comisario:

## Festividades
- San Pedro